# Слобода-Ходакская
Слобода-Ходакская (укр. Слобода-Ходацька) — село на Украине, находится в Барском районе Винницкой области.
Код КОАТУУ — 0520285315. Население по переписи 2001 года составляет 310 человек. Почтовый индекс — 23020. Телефонный код — 4341.
Занимает площадь 1,375 км².
Село Слобода-Ходакская — родина Героя Советского Союза Якимчука Александра Ивановича.
В селе действует храм Великомученика Димитрия Солунского Барского благочиния Винницкой и Барской епархии Украинской православной церкви.

## Адрес местного совета
23020, Винницкая область, Барский р-н, с. Ходакы